# Nésospize de Wilkins
Nesospiza wilkinsi
Espèce
Statut de conservation UICN

 EN D : En danger
Le Nésospize de Wilkins (Nesospiza wilkinsi) est une espèce de passereau appartenant à la famille des Thraupidae.
Son nom est attribué au pilote et explorateur australien Hubert Wilkins (1888–1958).
Il est endémique de l'île Nightingale de l'archipel Tristan da Cunha (un territoire d'outre-mer britannique de l'océan Atlantique).